# San Martín de Loba
San Martín de Loba est une municipalité située dans le département de Bolívar, en Colombie.